# Колодаю
Колодаю (устар. Колода-Ю) — река в России, протекает в Шурышкарском районе Ямало-Ненецкого АО. Устье реки находится на 22-м км по правому берегу реки Мокрая Сыня. Длина реки составляет 21 км.

## Данные водного реестра
По данным государственного водного реестра России относится к Нижнеобскому бассейновому округу, водохозяйственный участок реки — Обь от впадения реки Северная Сосьва до города Салехард, речной подбассейн реки — бассейны притоков Оби ниже впадения Северной Сосьвы. Речной бассейн реки — (Нижняя) Обь от впадения Иртыша.